# Claude Couffon
Pour les articles homonymes, voir Couffon.
Claude Couffon est un écrivain, critique, poète et traducteur français, né à Caen le 4 mai 1926, mort dans la même ville le 18 décembre 2013.

## Biographie
Claude Couffon est un hispaniste, auteur de livres critiques sur des écrivains espagnols et latino-américains (Pablo Neruda, Miguel Angel Asturias), d'anthologies poétiques. Par ses traductions, il a joué un très grand rôle pour la connaissance en France d'écrivains de langue espagnole, comme le prix Nobel espagnol Camilo José Cela, de poètes latino-américain (comme Luis Mizon) et des romanciers du Boom, ainsi Gabriel García Márquez dont il a traduit Chronique d'une mort annoncée. En 1951, il a révélé toute la vérité sur la mort de Federico García Lorca, précurseur des recherches d'Agustín Penón.
Par ailleurs, il publie dans les années 1960 divers articles dans Les Lettres françaises dont une Rencontre avec Henri Bosco.

## Œuvres

### Poésie
- Le Temps d’une ombre ou d’une image, 1973
- Célébrations, 1979
- Corps automnal, Caractères, 1981
- Absent Présent, Caractères, 1983
- À l’ombre de ce corps, 1988
- Le Cahier Secret, 1994
- Intimité, 2008

### Essais et anthologies
- À Caen avec les Canadiens, Rouff (Paris), 1949.
- Les Japonais à genoux, Rouff (Paris), 1949.
- À Grenade sur les pas de Garcia Lorca, Seghers, 1962.
- Nicolas Guillen, coll. "Poètes d'aujourd'hui", Seghers, 1964.
- L'Espagne, coll. “Monde et voyage”, Larousse, 1964.
- Rafael Alberti, coll. "Poètes d'aujourd'hui", Seghers, 1965.
- Histoires et légendes de l'Espagne mystérieuse, Tchou, 1968.
- Contes populaires espagnols, Tchou, 1968.
- Miguel Angel Asturias, coll. "Poètes d'aujourd'hui", Seghers, 1970.
- René Depestre, coll. "Poètes d'aujourd'hui", Seghers, 1986.
- Poésie dominicaine, Patino, 1996.
- Poésie cubaine du XXe siècle, Patino, 1997.
- Poésie hondurienne du XXe siècle, édition bilingue, Patino, 1997.
- Histoires étranges et fantastiques d'Amérique latine, coll. “Suites”, Métailié, 1998.
- Poésie mexicaine du XXe siècle, édition bilingue, Patino, 2004.
- Un demi-siècle de poésie - les poètes de Cartactères, par Claude Couffon et Nicole Gdalia, Caractères, 2004.
- Poètes de Chiapas, bilingue, Caractères, 2009.

### Traductions
de Rafael Alberti
- À la peinture, prologue et traduction de Claude Couffon. Dessins de Rafael Alberti. Le Passeur, Nantes, 2001.

de Vicente Aleixandre
- Ombre du paradis, traduction française de Roger Noël-Mayer et Claude Couffon, avec une introduction de Roger Noël-Mayer, Gallimard, 1980, 144 p.  (ISBN 2-07-029980-5).

de Miguel Angel Asturias
- Messages indiens, traduction de Claude Couffon, Paris, Seghers, collection « Autour du Monde » no 46, 1958, 94 p.
- Une Certaine mulâtresse, traduction de Claude Couffon, Paris, Albin Michel, 1965, 347 p.  (ISBN 978-222604363-4). Réédition: Paris, Flammarion Poche, 1999, 414 p.  (ISBN 978-2080706768).
- Le Miroir de Lida Sal, traduit de l'espagnol (Guatemala) par Claude Couffon, Paris, Albin Michel, 1967, 191 p.  (ISBN 978-222602898-3). Réédition: Le Miroir de Lida Sal et autres contes, trad. de l'espagnol (Guatemala) par Claude Couffon, préface de Kléber Haedens, Paris, Albin Michel, 1987, 198 p.  (ISBN 2-226-02898-6).
- Le Larron qui ne croyait pas au ciel, traduit de l'espagnol (Guatemala) par Claude Couffon, Paris, Albin Michel, 1970, 287 p.  (ISBN 978-222602062-8).
- Trois des quatre soleils, traduit de l'espagnol (Guatemala) par Claude Couffon, Genève, A. Skira, Collection "Les Sentiers de la création" no 14, 1971, 176 p. Réédition: Paris, Champs-Flammarion, 1979  (ISBN 978-260500111-8).
- Vendredi des douleurs, traduit de l'espagnol (Guatemala) par Claude Couffon, Albin Michel, 1977,  (ISBN 978-222604895-0). Réédition: Paris, Seuil, 1991, 331 p., collection Points. Roman no 457  (ISBN 2-02-012838-1).
- Poèmes indiens, préface de Claude Couffon, traduction de Claude Couffon et René-L.-F. Durand, Paris, Gallimard, collection Poésie/Gallimard, 1990, 224 p.  (ISBN 978-207032574-0).
- Deux hivers et autres textes de jeunesse, recueillis par Claude Couffon, traduits de l'espagnol par Marie-Claude Castro et Claude Couffon, préface de Philippe Soupault, Paris, Ramsay, 1991, 283 p.  (ISBN 978-285956905-1).

de Silvia Eugenia Castillero
- Zooliloques, édition bilingue, traduction en français de Claude Couffon, Paris, éditions Indigo & Côté-femmes, 42 p.  (ISBN 978-291157137-4).

de Camilo José Cela
- San Camilo 1936, trad. de Claude Bourguignon et Claude Couffon
- Office des ténèbres 5, trad. de Claude Bourguignon et Claude Couffon, 1978

de Blas de Otero
- Je demande la paix et la parole: Pido la paz y la palabra, poèmes traduits de l'espagnol par Claude Couffon

de Lourdes Espinola
- Les Mots du corps, bilingue, Indigo

de Gabriel García Márquez
- L'Automne du patriarche, Grasset, 1977.
- Chronique d'une mort annoncée, Grasset, 1981
- La Mala Hora, Grasset, 1986

de Nicolas Guillen
- Le Chant de Cuba - Poèmes 1930-1972,

de Jorge Icaza
- L'Homme de Quito, Albin Michel

de Juan Ramón Jiménez
- Platero et moi

de Luis Mizon
- Poèmes du sud et autres poèmes, bilingue, trad. par Roger Caillois et Claude Couffon, Gallimard, 1982
- Le songe du figuier en flamme, poèmes traduits par Claude Couffon, éd. Folle Avoine, 1999
- Jardin des ruines, poèmes traduits par Claude Couffon, éd. Obsidiane, 1992
- Le Manuscrit du Minotaure, texte traduit par Claude Couffon, éd. Brandes, 1992
- La Mort de l'Inca, roman, traduit par Claude Couffon, éd. Le Seuil, 1992
- Voyages et retour, poèmes traduits par Claude Couffon, éd. Obsidiane, 1989
- Noces, texte traduit par Claude Couffon, éd. Brandes, 1988
- Province perdue, éd. Cahiers de Royaumont, 1988
- Terre brûlée, poèmes traduits par Claude Couffon, éd. Le Calligraphe, 1984

de Myriam Montoya
- Fugues, bilingues, coll. "Poètes des cinq continents", L'Harmattan, 1997

de Pablo Neruda
- Chant général
- J'avoue que j'ai vécu, Gallimard, 1975

de Milagros Palma
- Le Pacte, trad. de Pierre Rubira et Claude Couffon, Indigo

de Alejandra Pizarnik
- Poésie, collection "Le cabinet de lecture", Actes Sud, 2005[5]

d'Ernesto Sábato
- L'écrivain et la catastrophe (édition de textes rassemblés à la demande de son éditeur français), traduit de l'espagnol par Claude Couffon, Paris, Seuil, 1986, 138 p.,  (ISBN 2-02-009093-7).

de Manuel Scorza
- Roulements de tambours pour Rancas, Grasset, 1972
- La Danse immobile, Belfond, 1985

## Varia
- Albert Bensoussan, Claude Couffon, Dodik Jegou, Entretien avec Mario Vargas Llosa, suivi de Ma parente d'Arequipa nouvelle inédite de Vargas Llosa, Éditions Terre de Brume, Collection « Caravelles », 2003, 78 p.  (ISBN 2-84362-197-6).